# Santa Mônica
Santa Mônica este un oraș în Paraná (PR), Brazilia.